# Вавпотич, Иван
Иван Вавпотич (словен. Ivan Vavpotič; 21 февраля 1877, Камник, Австро-Венгрия — 11 января 1943, Любляна, пров. Любляна, Италия) — словенский художник, иллюстратор и сценограф

. Автор первых почтовых марок Югославии и Словении.

## Биография

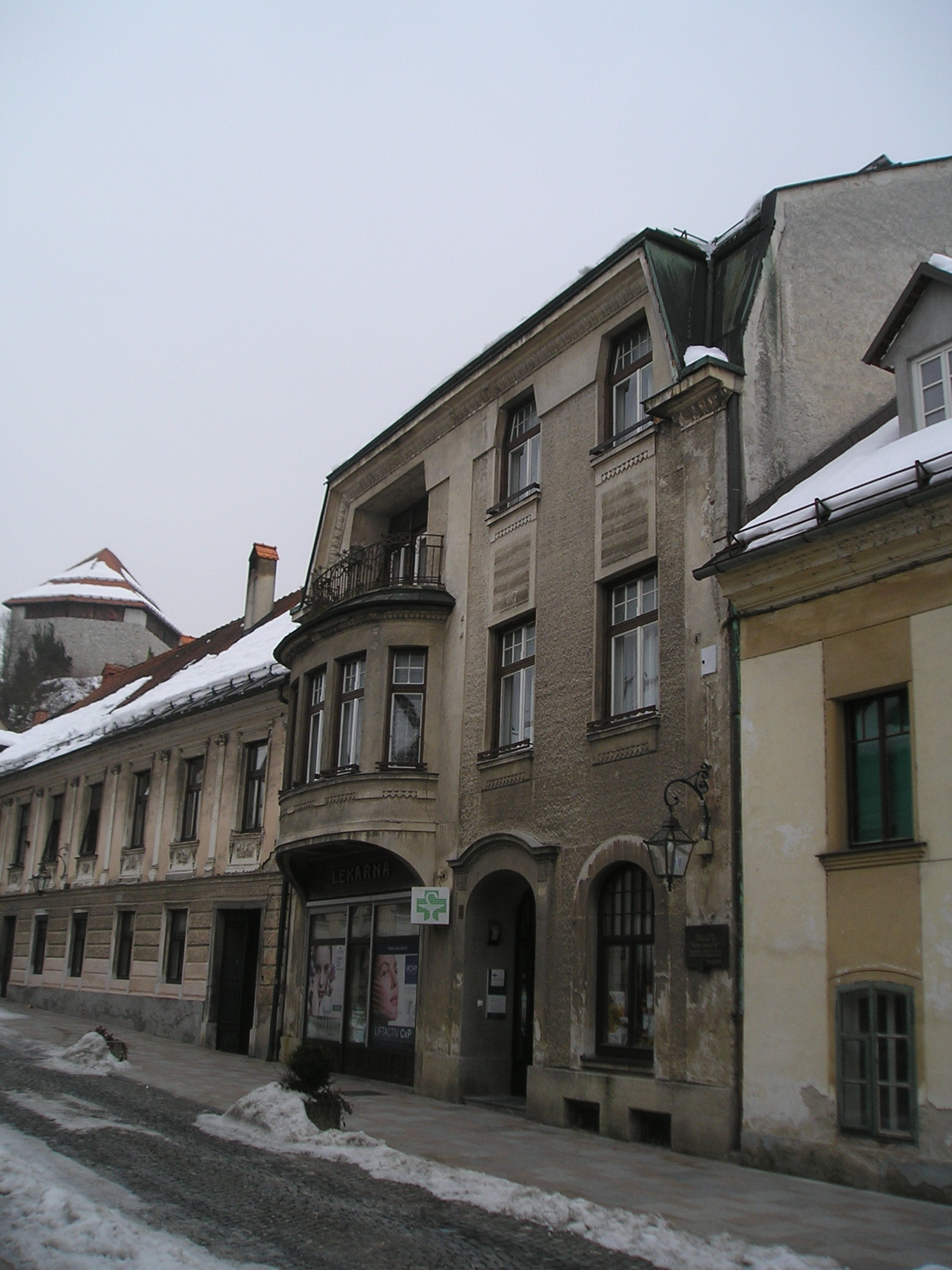
Дом в Камнике, в котором родился Иван Вавпотич

Родился 21 февраля 1877 года в городе Камник в семье местного врача Янеза Вавпотича и его жены Марии Обрекар. В связи с переездом семьи, гимназию посещал в городе Ново-Место (1888—1897), где факультативно учился рисованию от руки. Дальнейшее образование отправился получать в Прагу, где сначала поступил в Консерваторию, но уже через год перевёлся в Королевскую академию. Там начал изучать живопись и фигурные композиции у Брожика и Гинайса, пейзаж у Маржака и Пирнера.
В 1900—1902 годы продолжил получать образование в Париже, где учился в Эколь дю Лувр и Школе изящных искусств. Здесь среди его преподавателей были Бенжамен-Констан и Альфонс Муха. После этого полгода провёл в Вене.
Вернувшись в Прагу, продолжил учиться у Войтеха Гинайса. В 1905 году получил диплом о высшем образовании, после чего устроился учителем рисования и истории искусства в Стракову академию.
Вернувшись в 1906 году в Словению, устроился преподавателем в среднюю школу в городе Идрия, где проработал до 1910 года. Следующие 5 лет был свободным художником, после чего сдал в 1915 году в Граце офицерский экзамен и поступил на военную службу, — во время войны (до 1918) года был полевым и штабным художником.
В 1926—1929 годы работал сценографом в Театре оперы и балета в Любляне. Уволившись, стал свободным художником. Активно занимался общественной деятельностью: организовывал выставки, учредил содружество художников.
В 1928 году министр образования присвоил Ивану Вавпотичу звание профессора.
Скончался 11 января 1943 года в Любляне.

## Творчество
В творчестве Вавпотич тяготел к реализму, в то же время примешивая к нему элементы модерна, символизма и импрессионизма. Работал с такими жанрами, как пейзаж, натюрморт, фигурная композиция; иллюстрировал книги, занимался сценографией, выполнял графические работы для плакатов, журналов и листовок. Также Вавпотич известен как художник-оформитель первых словенских почтовых марок.
В работе использовал такие техники, как акварель, масляная живопись, рисунок, живопись пастелью, темперой.

## Галерея

Живопись
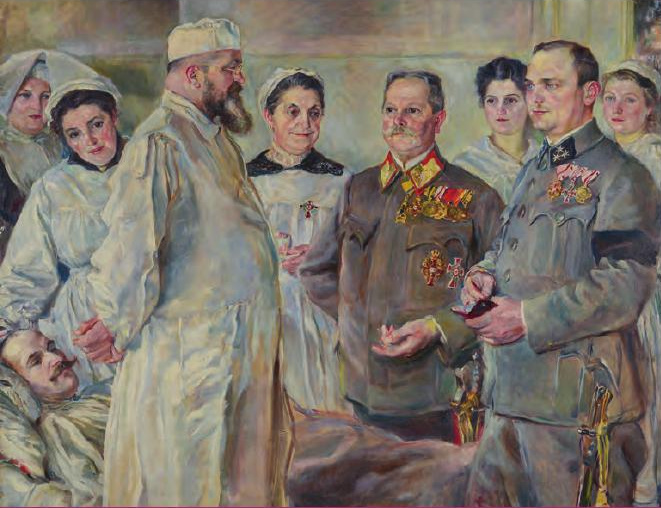
Доктор Шлаймер в санатории Леонишче
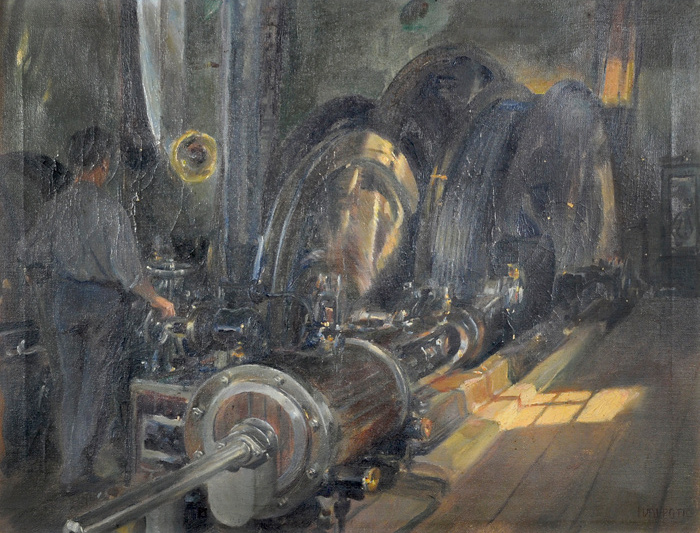
Работа на фабрике
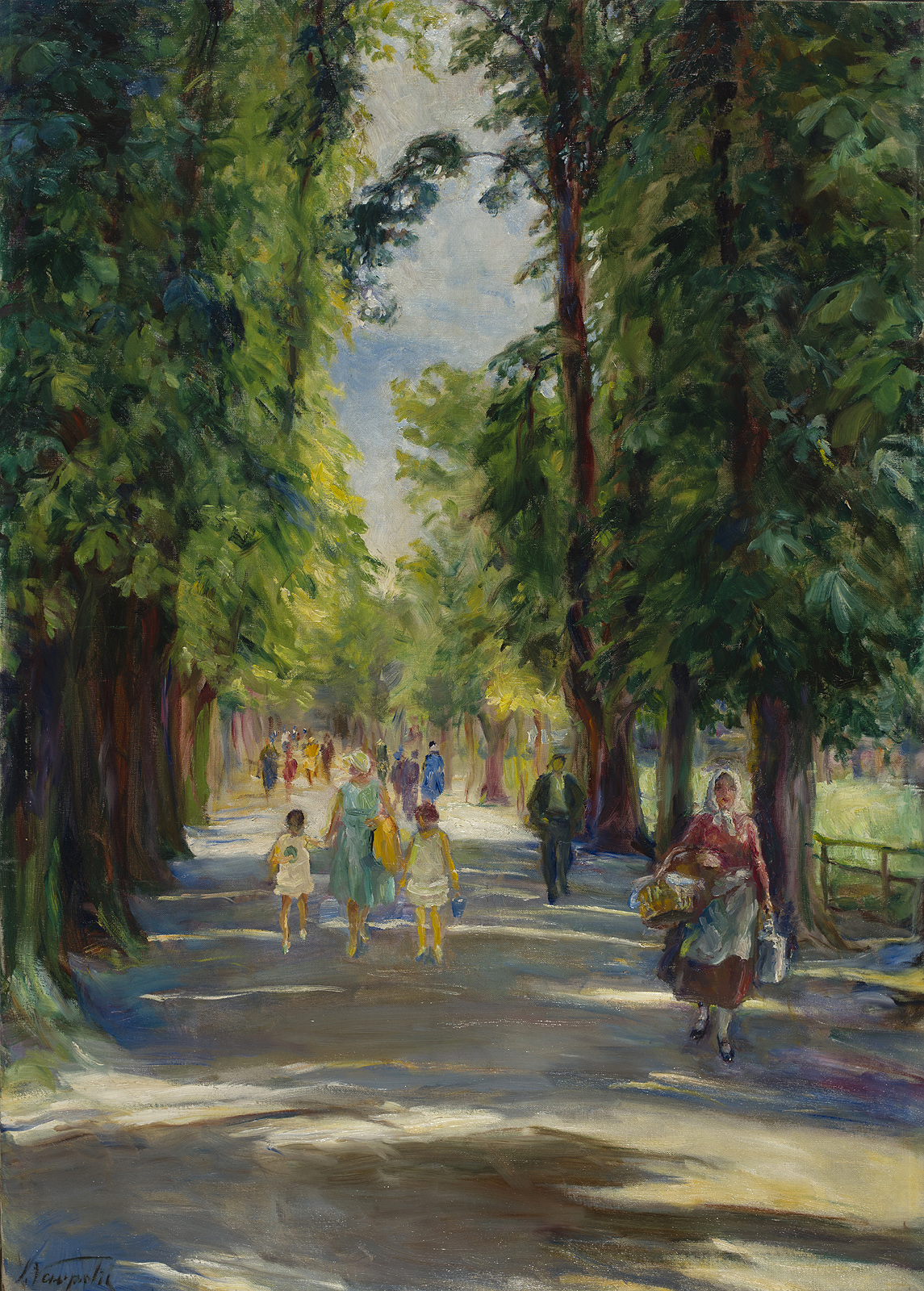
Дорога в Тиволи
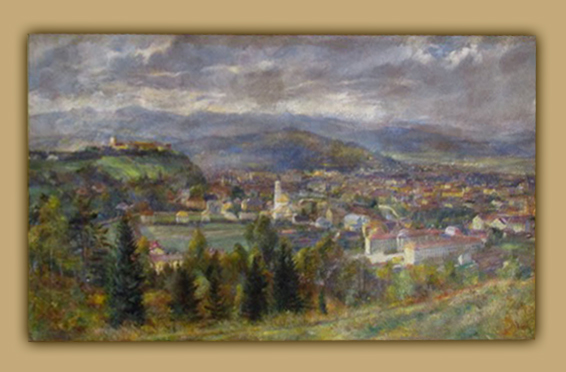
Вид на Любляну
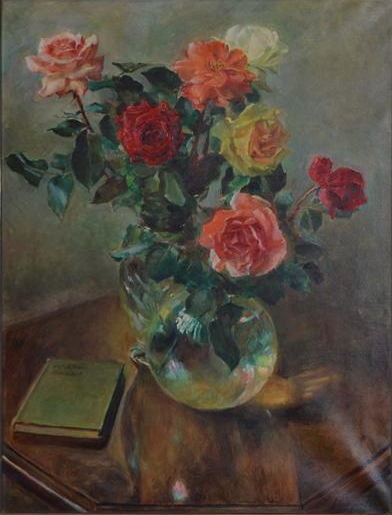
Натюрморт с цветами

Портреты
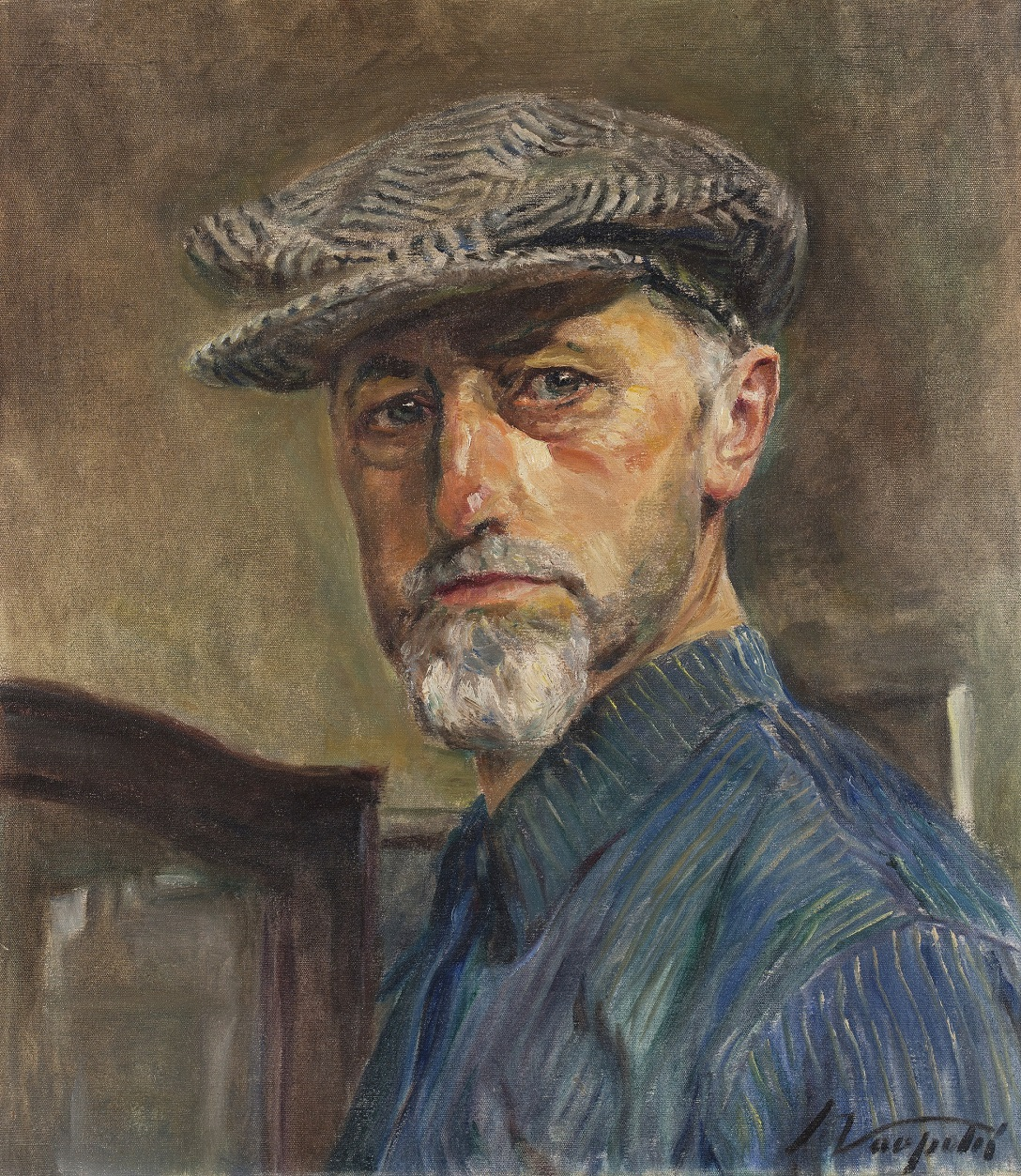
Автопортрет
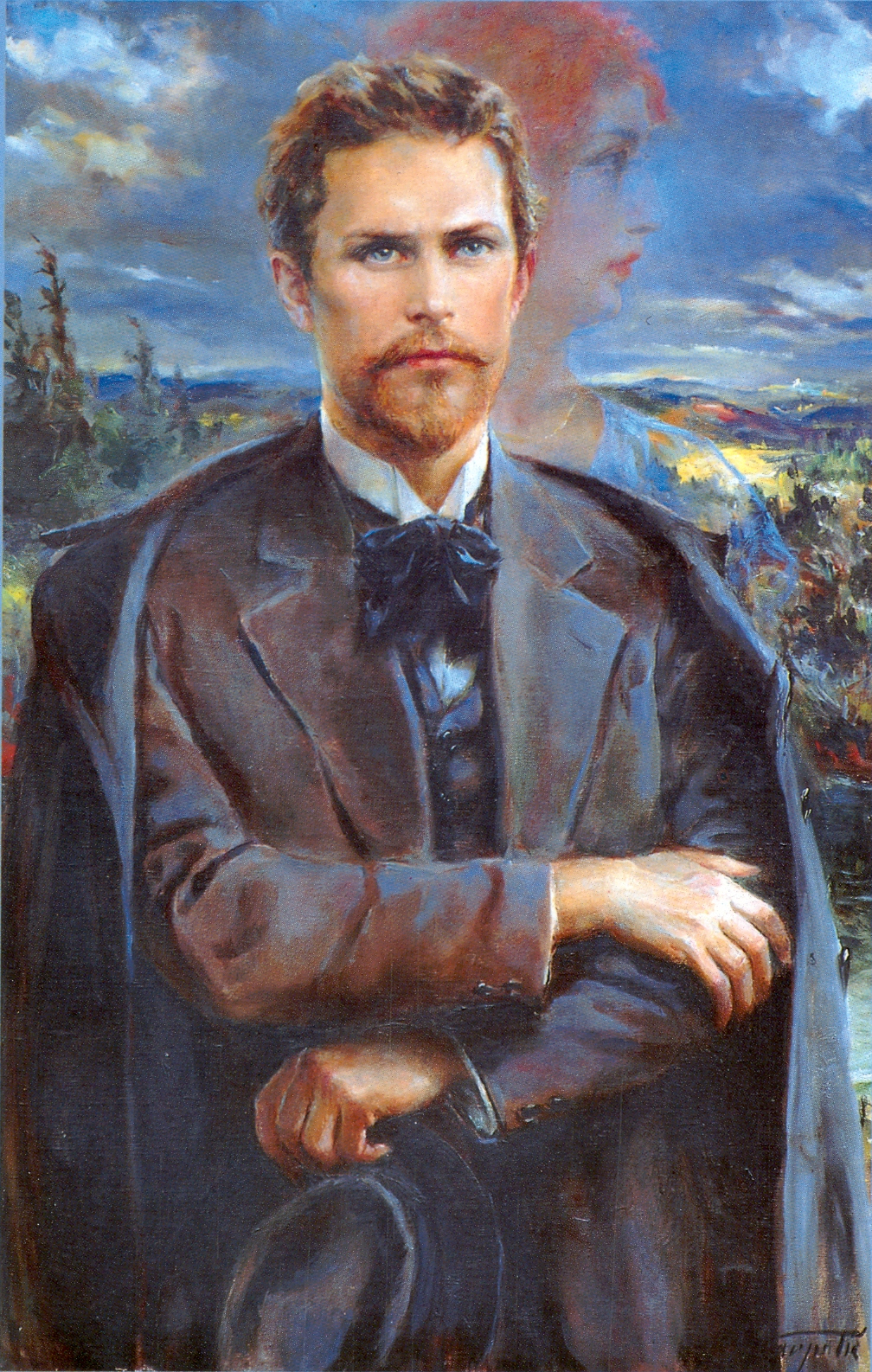
Драготин Кетте
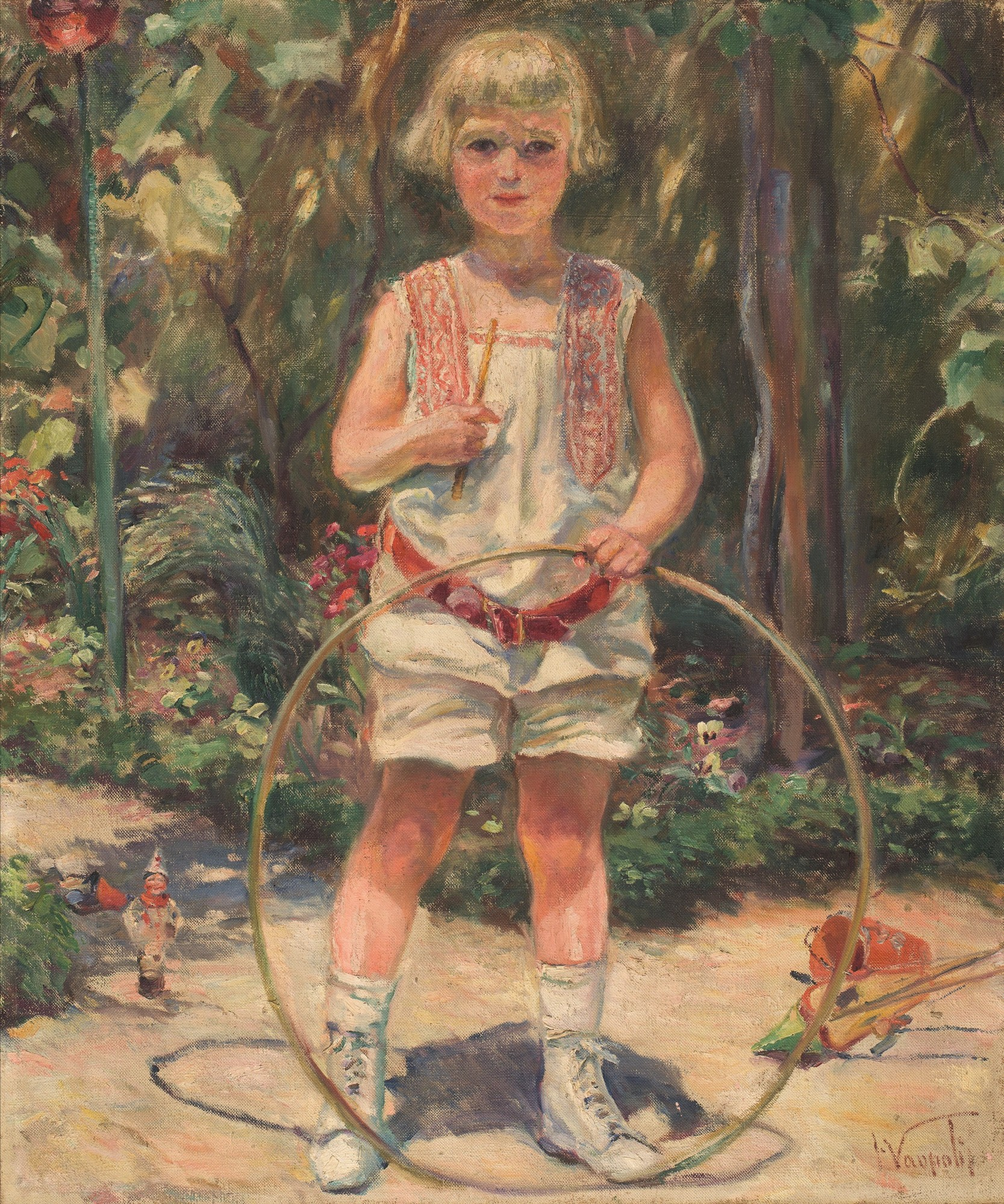
Девочка с обручем
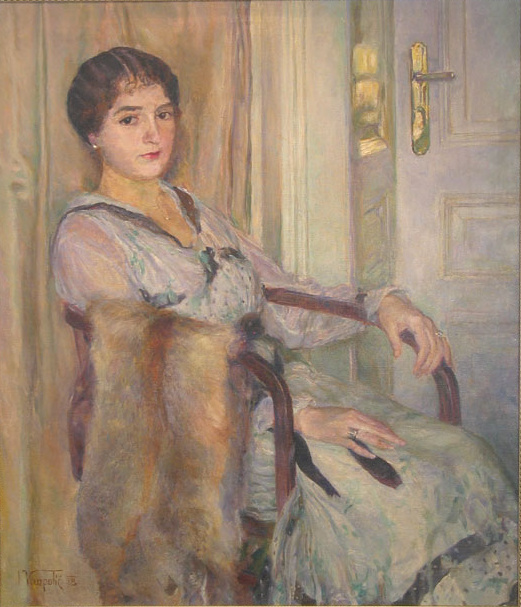
Дама в кресле
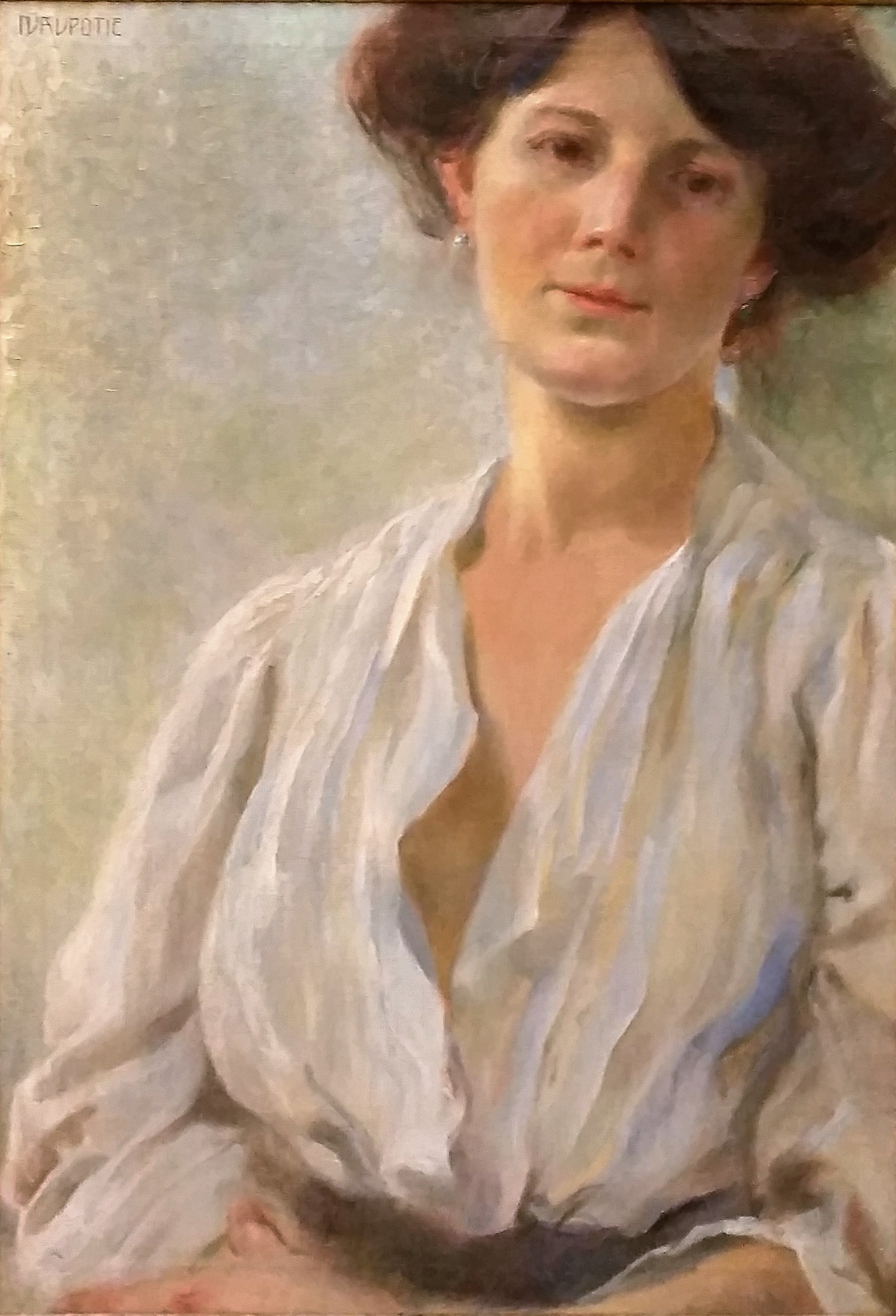
Женский портрет

Рисунки
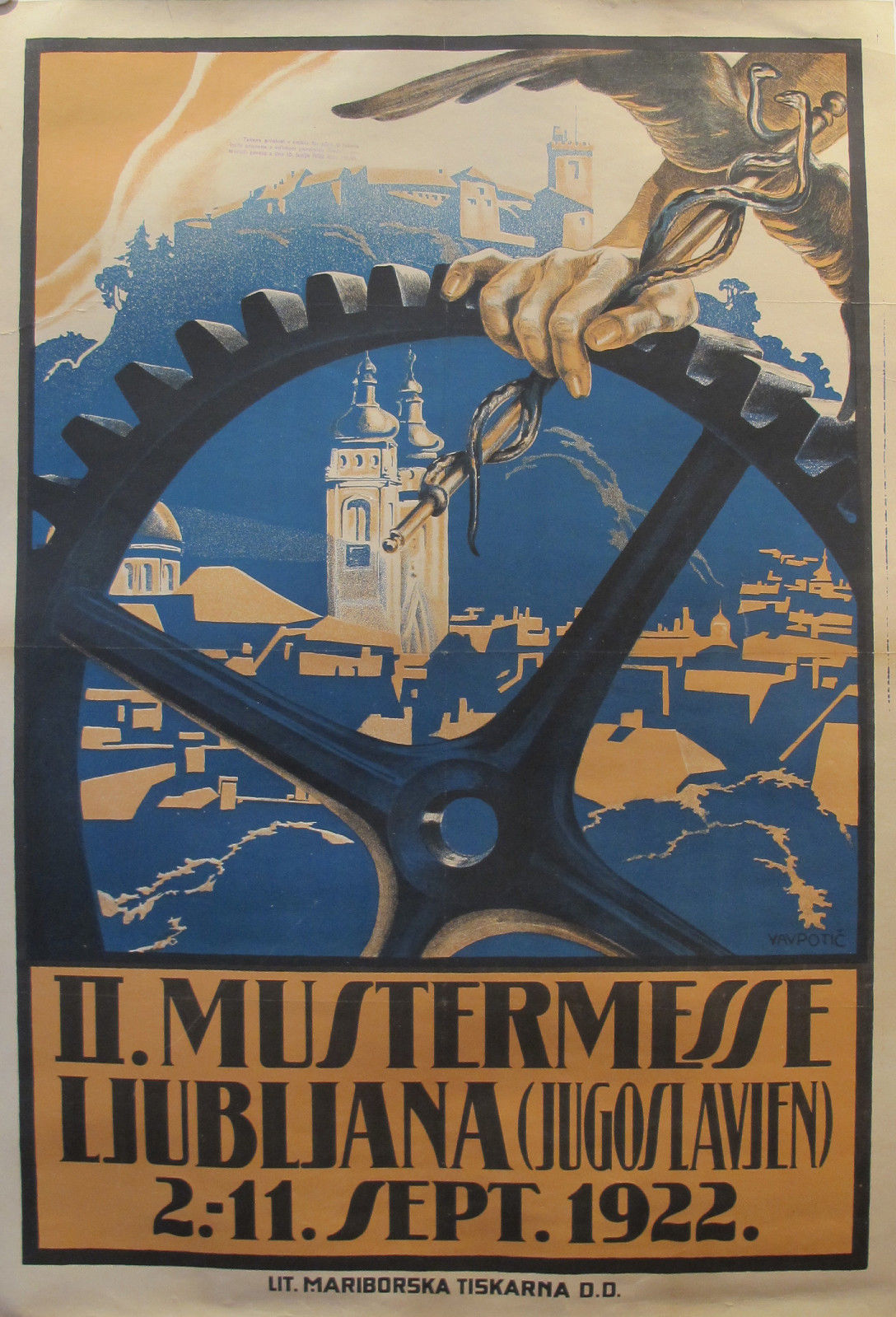
Плакат
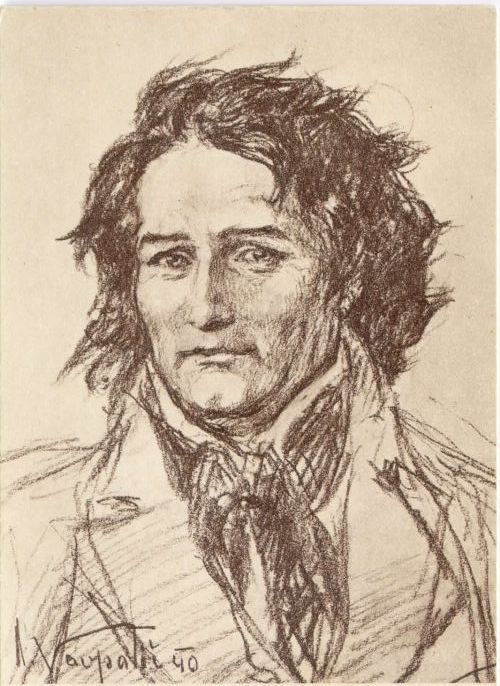
Франце Прешерн
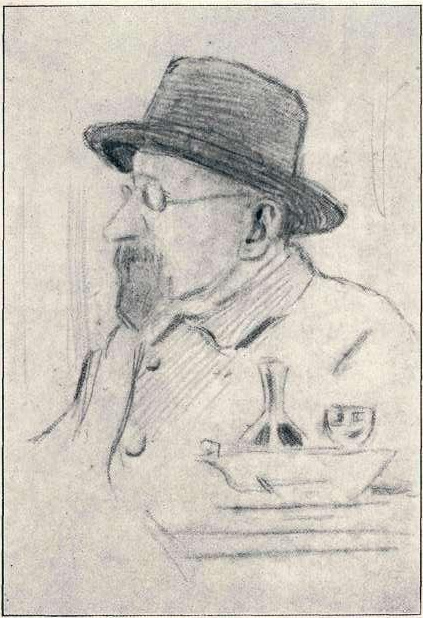
Янез Трдина
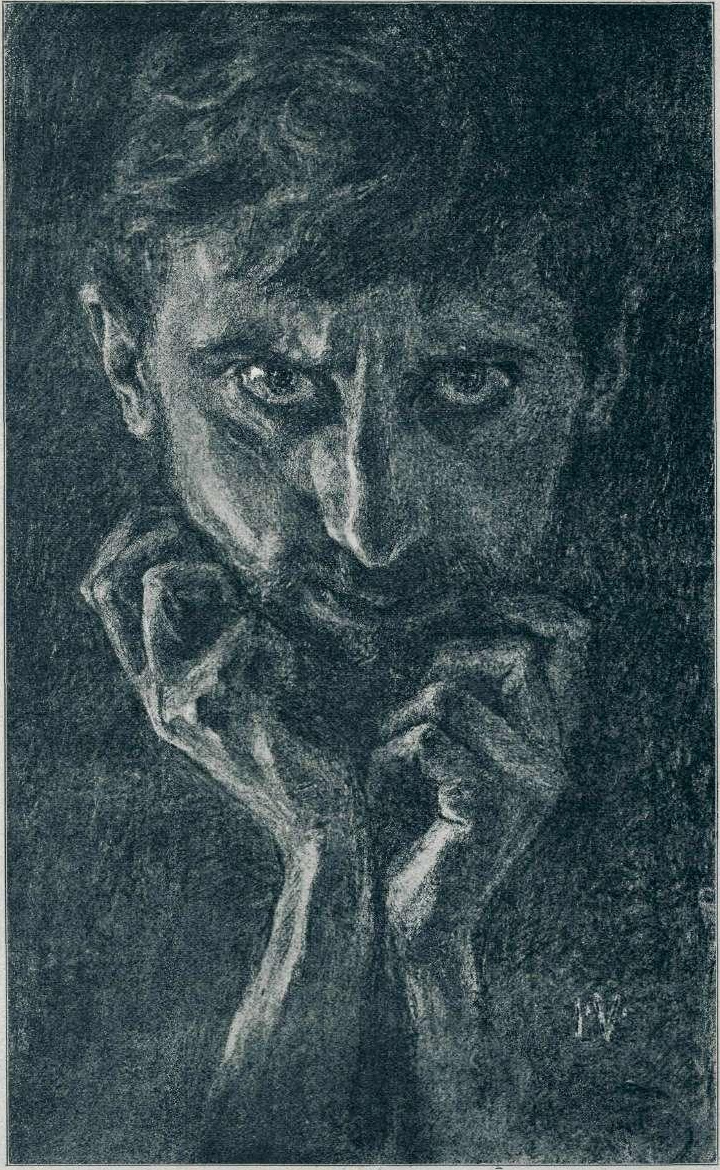
Взгляд в будущее
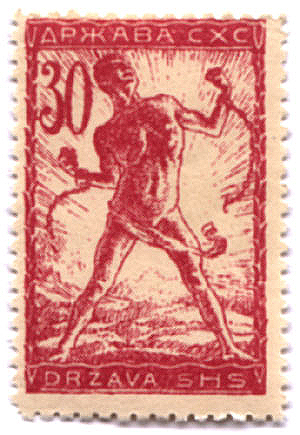
Марка серии «Веригар»

## Память
- В Камнике на доме, в котором родился Иван Вавпотич, установлена памятная табличка, а также одна из улиц города назвала его именем[3].